# Богородице-Неопалимовский храм
Храм в честь иконы Божией Матери «Неопалимая Купина» — православный храм в микрорайоне Куликовка города Ульяновск, был построен 1912 году. Памятник истории и культуры РФ.

## История

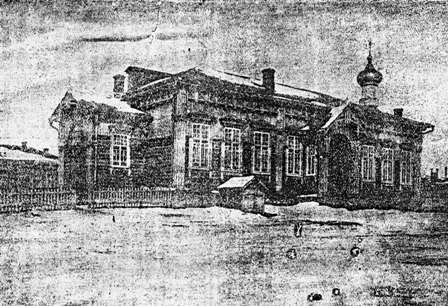
Неопалиновский храм в Симбирске в 1914 году

15 (28) августа 1911 года, в праздник Успения Божией Матери, в 3 часа дня на железнодорожном вокзале в Симбирске состоялось большое торжество: встреча прибывшей со Старого Афона иконы «Неопалимая Купина». Сам храм тогда ещё не существовал, и привёзенная икона временно была помещена во Всехсвятской церкви (храм находился на месте ДК им. Чкалова, ныне не существует). В 1912 году на средства благотворителей и прихожан, в том числе одного из главных почитателей чудотворной иконы Божией Матери «Неопалимая Купина» в Симбирске, В. В. Обухова, при поддержке протоиерея Иоанна Апраксина, в пос. Куликовка был построен временный, как тогда предполагали, деревянный храм во имя иконы Божией Матери «Неопалимая Купина», куда и была перенесена присланная с Афона икона Божией Матери, являющаяся по сей день его главной святыней. 9 мая 1912 года храм был построен и освящён. В новом храме было устроено 2 престола — главный во имя иконы Божией Матери «Неопалимая Купина» и придел во имя св. великомученицы Варвары. 28 сентября 1912 года Указом Святейшего Синода за № 14705 при Богородице-Неопалимовской церкви был открыт самостоятельный приход. Одновременно к храму назначен свой собственный причт из 1 священника и 1 псаломщика.

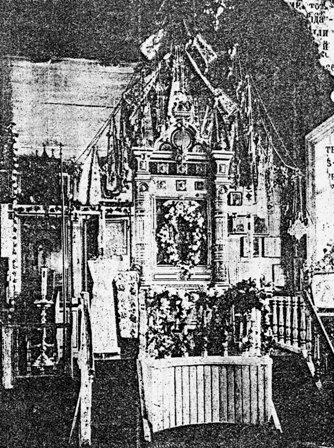
Киот с чудотворной иконой Божией Матери в Неопалиновском храме в Симбирске в 1914 году

Сначала Первая мировая война, а потом революции помешали строительству просторного храма для чудотворной иконы, временный так и остался постоянным.
В июне 1930 года в церкви были сняты и изъяты колокола.
В начале 1930-х годов причт храма переходит в григорианский раскол (ВВЦС).
С 1932 года, после закрытия Кафедрального собора григорианского раскола — Богоявленского храма, Богородице-Неопалимовский храм уже становится Кафедральным собором григорианцев, возглавляемых митрополитом Иоанникием (Соколовский)
В 1936—1937 годах в храме прошли сильные репрессии священнослужителей. После ареста священнослужителей, в конце 1937 года, храм был закрыт. Поскольку официального документа о закрытии ещё не было, всё церковное имущество сохранялось в храме.
В апреле 1939 года верующими подано заявление в Ульяновский Горсовет с просьбой об открытии храма, но 22 июня 1939 года Президиум Куйбышевского Облисполкома за № 983 было принято постановление об открытии в 1940 году в здании храма кинотеатра. Но открыть кинотеатр не успели — помешала война.
С началом Великой Отечественной войны в закрытом храме разместилась мастерская по ремонту обмундирования, снятого с убитых и раненых солдат.

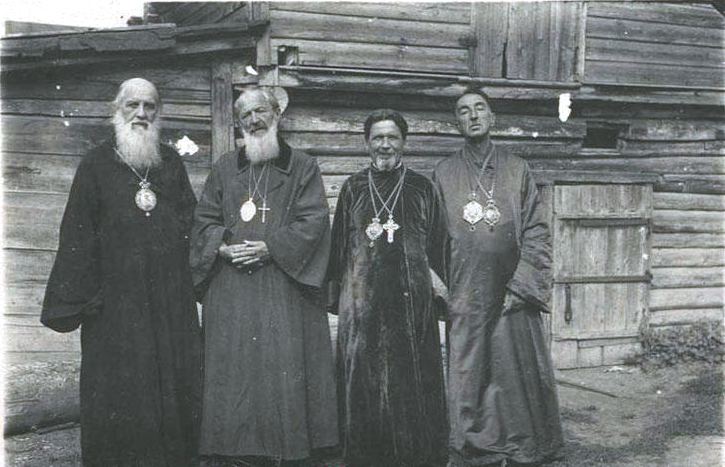
«Обновленческая церковь» в эвакуации в Ульяновске: Виталий (Введенский), Филарет (Яценко), Андрей (Расторгуев) и Александр Введенский.

19 октября 1941 года Богородице-Неопалимовский храм был открыт и стал кафедральным собором обновленцев. Здесь служил обновленческий митрополит Александр Введенский. В 1943 году Александр Введенский выехал из Ульяновска в Москву. А 26 марта 1944 года епископом Ульяновским Димитрием (Градусов), храм, после служения в нём обновленцев, был вновь освящён.
В 1953 году был выполнен внутренний ремонт храма: исправлен фундамент; обшиты фанерой, оштукатурены, окрашены стены и потолок; обшиты тесом стены и окрашена крыша; установлен новый иконостас. В 1958 году штат храма состоял из настоятеля, трёх священников, диакона и трёх псаломщиков.
В 1959 году епархия закрыта, а Архиепископ Иоанн (Братолюбов) был «сокращён».
После закрытия епархии в 1959 году все храмы города и области перешли в ведение куйбышевских архиереев, а Неопалимовский храм стал главным храмом Симбирского благочиния Куйбышевской епархии.
В 1959 году закрыли Казанский кафедральный собор, и в Неопалимовский храм было передано почти всё его имущество.
В 1977—1978 годах в храме произведён большой ремонт. В 1977 году произведена реставрация иконостаса: он был расчищен от старых наслоений краски, покрыт левкасом с последующей шлифовкой, лакирован и позолочен сусальным золотом. В 1978 году ремонт в церкви был продолжен: покрашены крыша и фасад храма.

### Новое время
В 1989 году, с возобновлением Симбирской архиерейской кафедры, Богородице-Неопалимовский храм, как самый большой из сохранившихся в городе действующих храмов, становится Кафедральным собором епархии.
С 29.08.1998 г. при храме начала работать детская воскресная школа.
Вечером 15 сентября 2004 года из Вознесенского храма Сызранской обители в Богородице-Неопалимовский храм был доставлен гроб с останками первого Симбирского архиерея Анатолия (Максимович), где была совершена заупокойная лития, а 16 сентября архиепископ Прокл (Хазов) возглавил Божественную литургию, после которой была отслужена панихида. По окончании гроб с останками владыки Анатолия был обнесён вокруг Богородице-Неопалимовского храма и крестным ходом доставлен на Старое городское кладбище.
Статус Кафедрального собора сохранялся за храмом до ноября 2010 года, когда Архиерейская Кафедра была перенесена в Воскресенско-Германовский храм. Однако статус собора за Богородице-Неопалимовским храмом был сохранён, и настоятелем его продолжал оставаться митрополит Симбирский и Новоспасский Прокл (Хазов) до последних дней своей жизни.
Приказом Министерства искусства и культурной политики Ульяновской области от 25.06.2014 г. № 253-П включён в Единый государственный реестр объектов культурного наследия (памятников истории и культуры) народов Российской Федерации — Культурное наследие России /Ульяновская область / Ульяновск (часть 1) № 731510222140005.

## Святыни и реликвии
В храме хранятся следующие реликвии:
- написанная в 1911 году на Афоне чудотворная икона Божией Матери «Неопалимая Купина»;
- образ Спаса Нерукотворного;
- икона святителя Николая Чудотворца с изображением промзинской Святой горы с Никольской часовней из Симбирской Соловецкой пустыни [11];
- икона преподобного Сергия Радонежского из Симбирской Соловецкой пустыни [11];
- икона великомученика и целителя Пантелеимона, освящённая на Святой Афонской горе в 1903 году;
- икона великомученика и целителя Пантелеимона, освящённая на Святой Афонской горе в 1910 году;
- икона Божией Матери «Отрада и Утешение»;
- икона Божией Матери «Старорусская»;
- высокочтимая местная святыня — Жадовская икона Казанской Божией Матери, находилась в храме с 1996 по 2003 годы, возвращена в Жадовский монастырь[12].
- чудотворная «Боголюбская икона Божией Матери», находилась в храме с 1991 года, затем возвращена в Богоявленский храм села Старая Майна[13].

## Духовенство
- С 1918 до 1924 год настоятелем Неопалимовского храма был Михаил Николаевич Лебяжьев, затем был переведён в Покровский собор села Сенгилей [14].
- Иеромонах Феодосий (Аношин Феодор Васильевич) (с 1944)[2].
- В начале мая 1946 года Ульяновский епископ Софроний (Иванцов) назначил Гавриила Мелекесского настоятелем храма[15].
- Священник Никифор Осипович Николаев (на 1947)[2].

- Иоанн (Братолюбов) (на 1953)[16].
- протоиерей Иоанн Троицкий (до 1959)[17].
- священник Иоанн Ефимович Каштанов (с 1959 по 1975)[17].

- С 1985 года настоятелем Неопалимовской церкви был Никон (Васюков), затем — протоиерей Константин (Фролов)[18]; священник Владимир Быков (с 1985 до 1991)[19];
- клирик Неопалимовского кафедрального собора протоиерей Георгий Халимонов (на 1992)[20];

- C 1997 по 2012 год был священнослужитель Диодор (Исаев)[21].

На сегодняшнее время причт состоит: настоятель Митрополит Симбирский и Новоспасский Лонгин (Корчагин), иерей Алексей Терехин, диакон Григорий Шевченко. Ключарь — протоиерей Николай Архангельский. Священник Антоний Кузнецов, священник Вадим Миронычев.

## Галерея

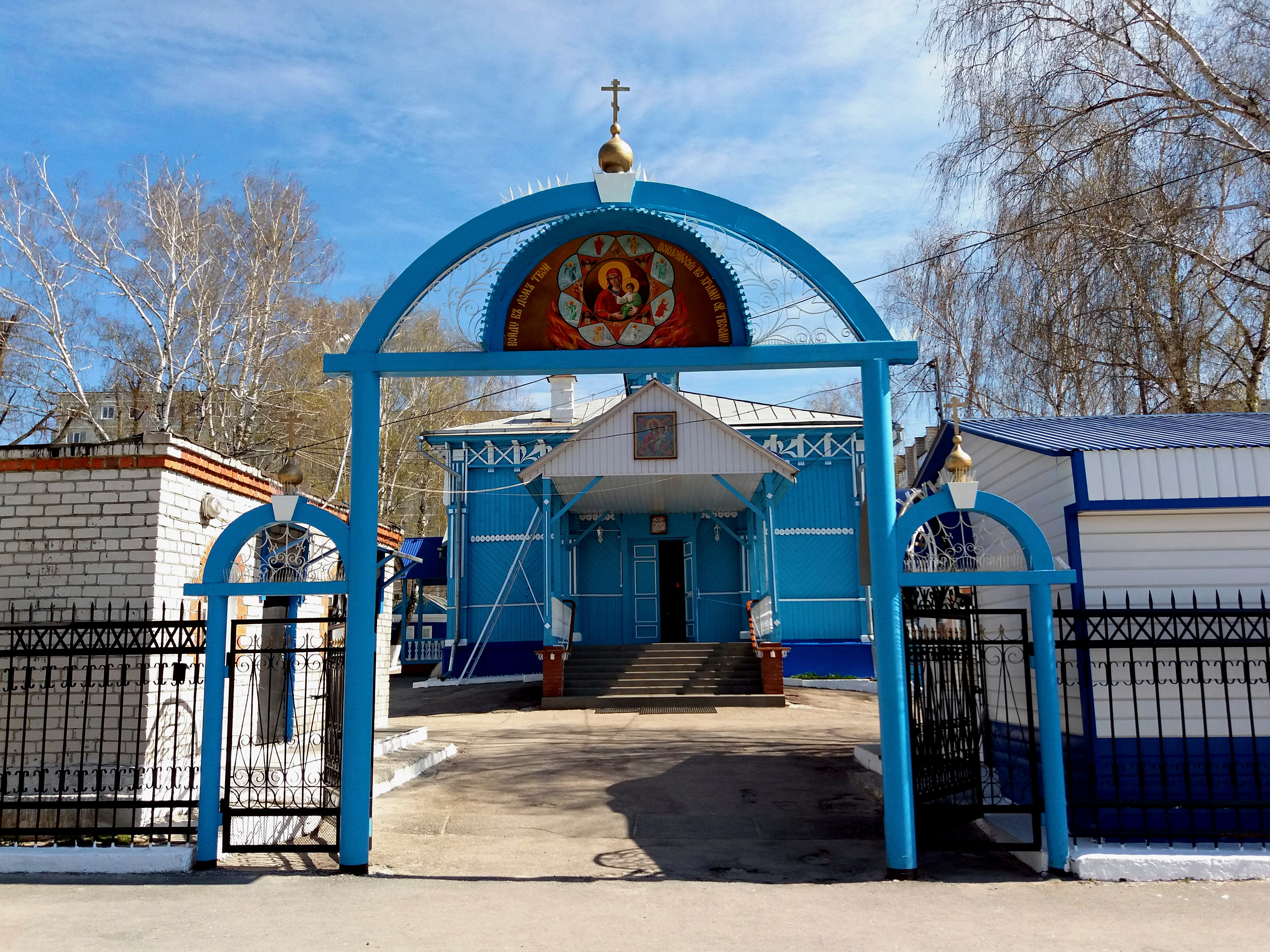
Церковь Неопалимой Купины.
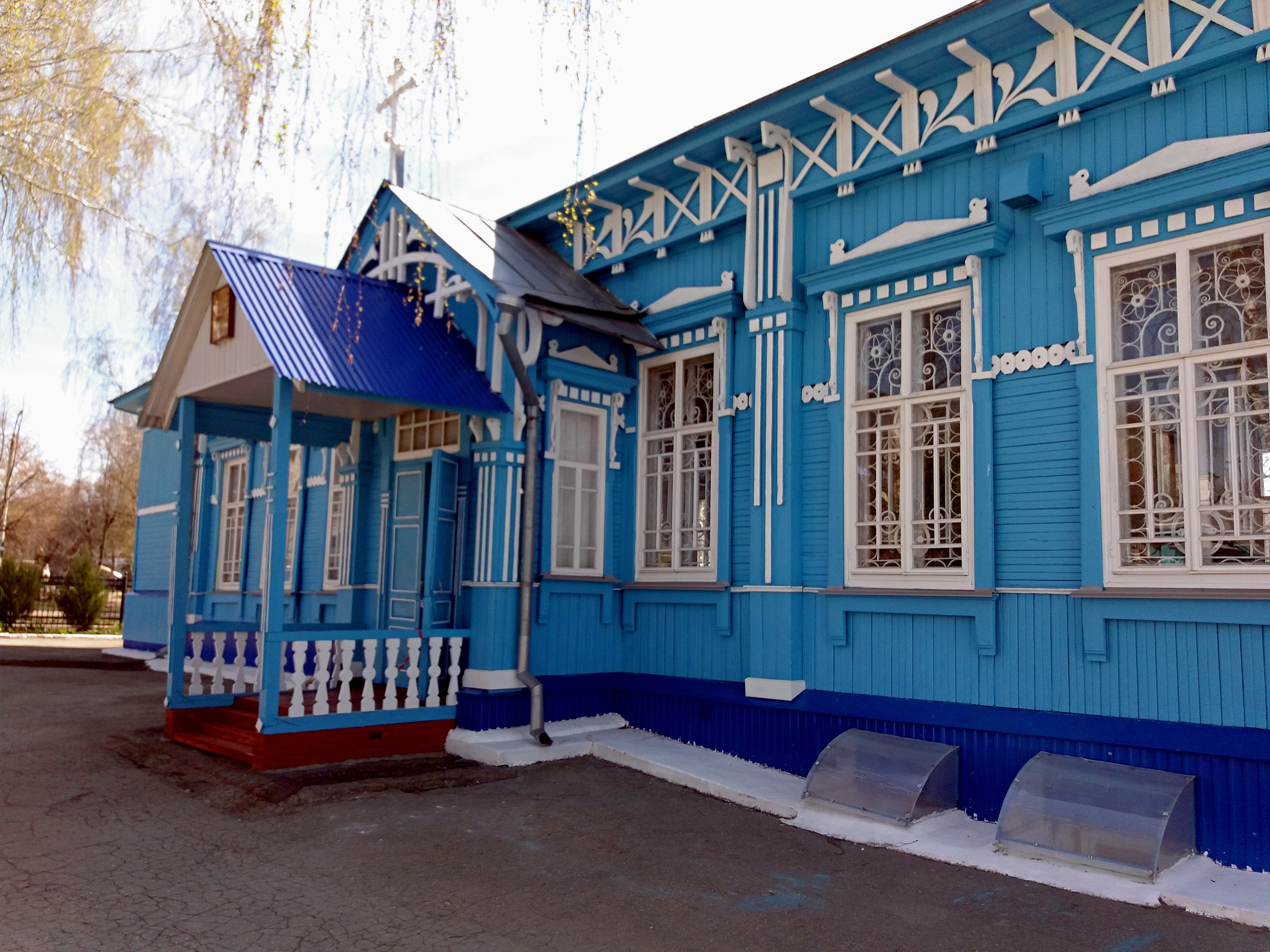
Церковь Неопалимой Купины.
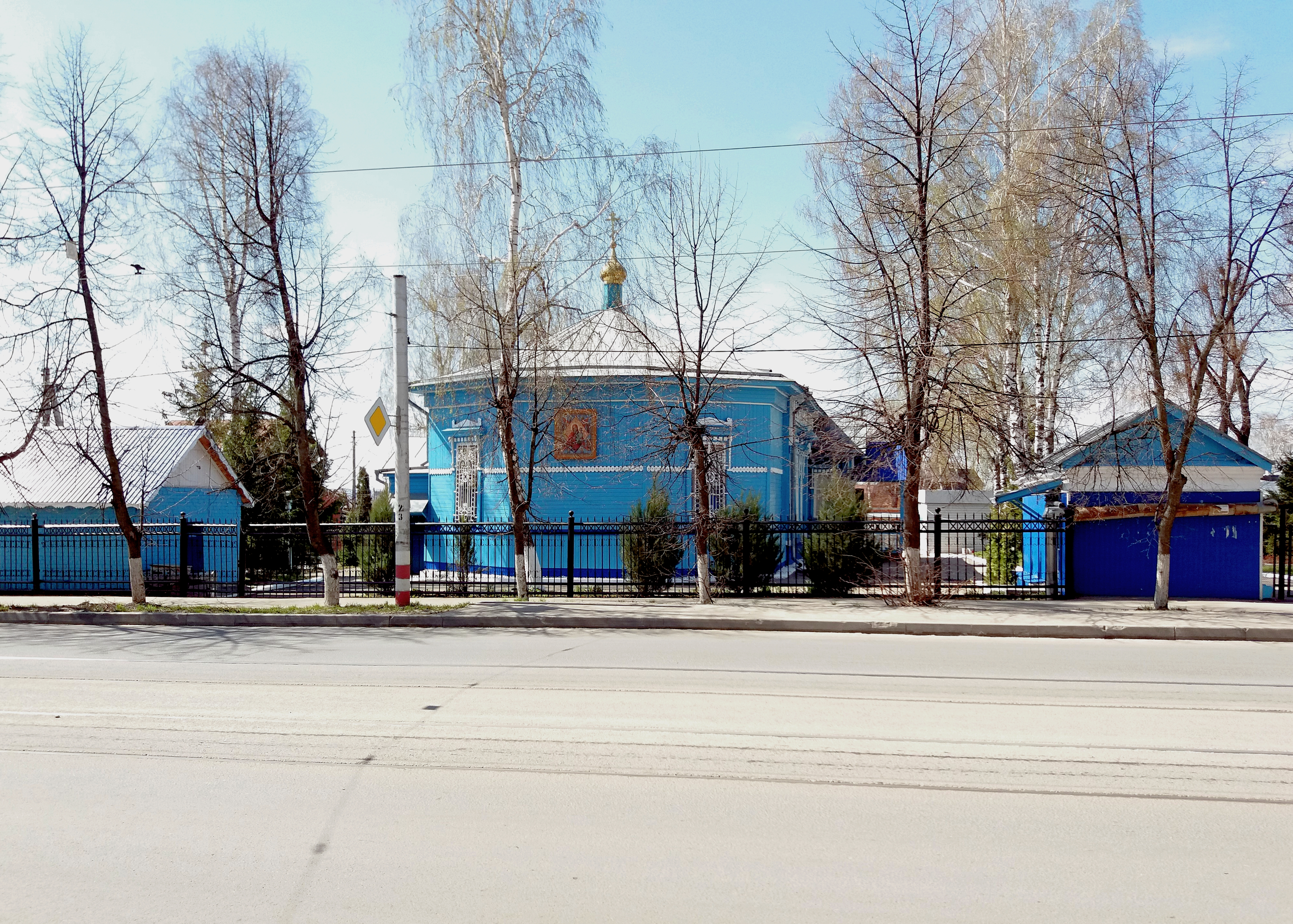
Церковь Неопалимой Купины.
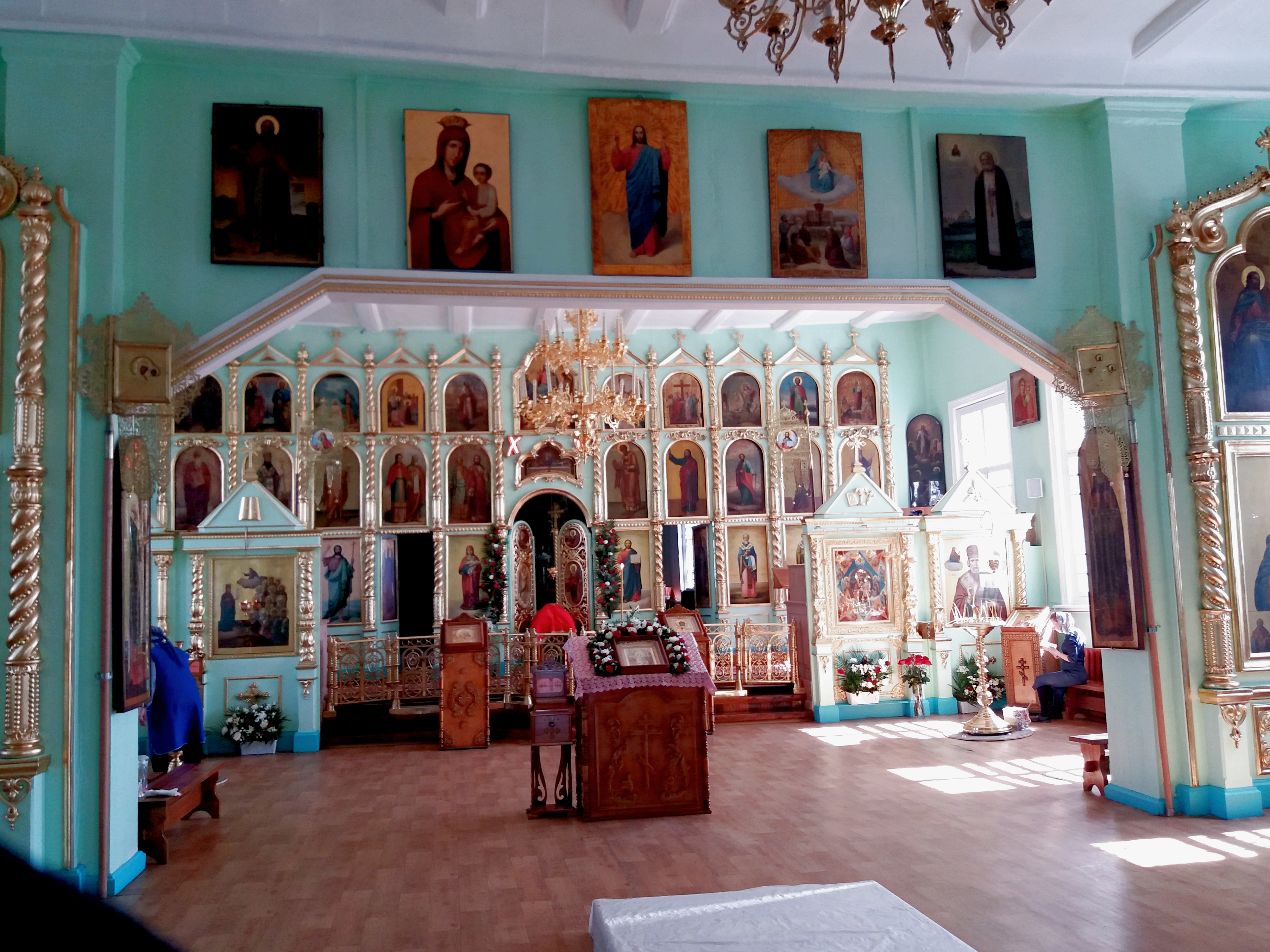
Убранства церкви Неопалимой Купины.
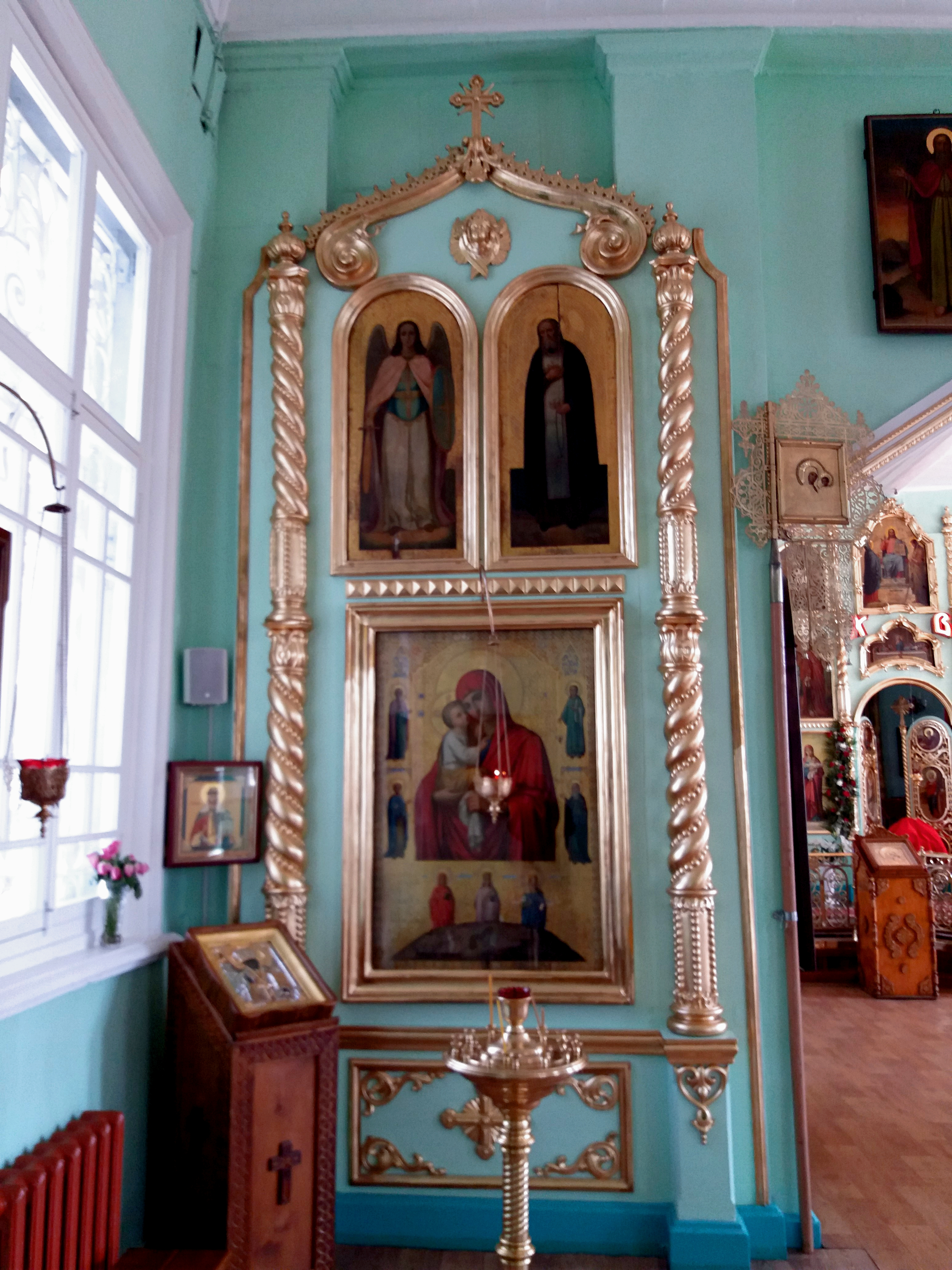
Убранства церкви Неопалимой Купины.
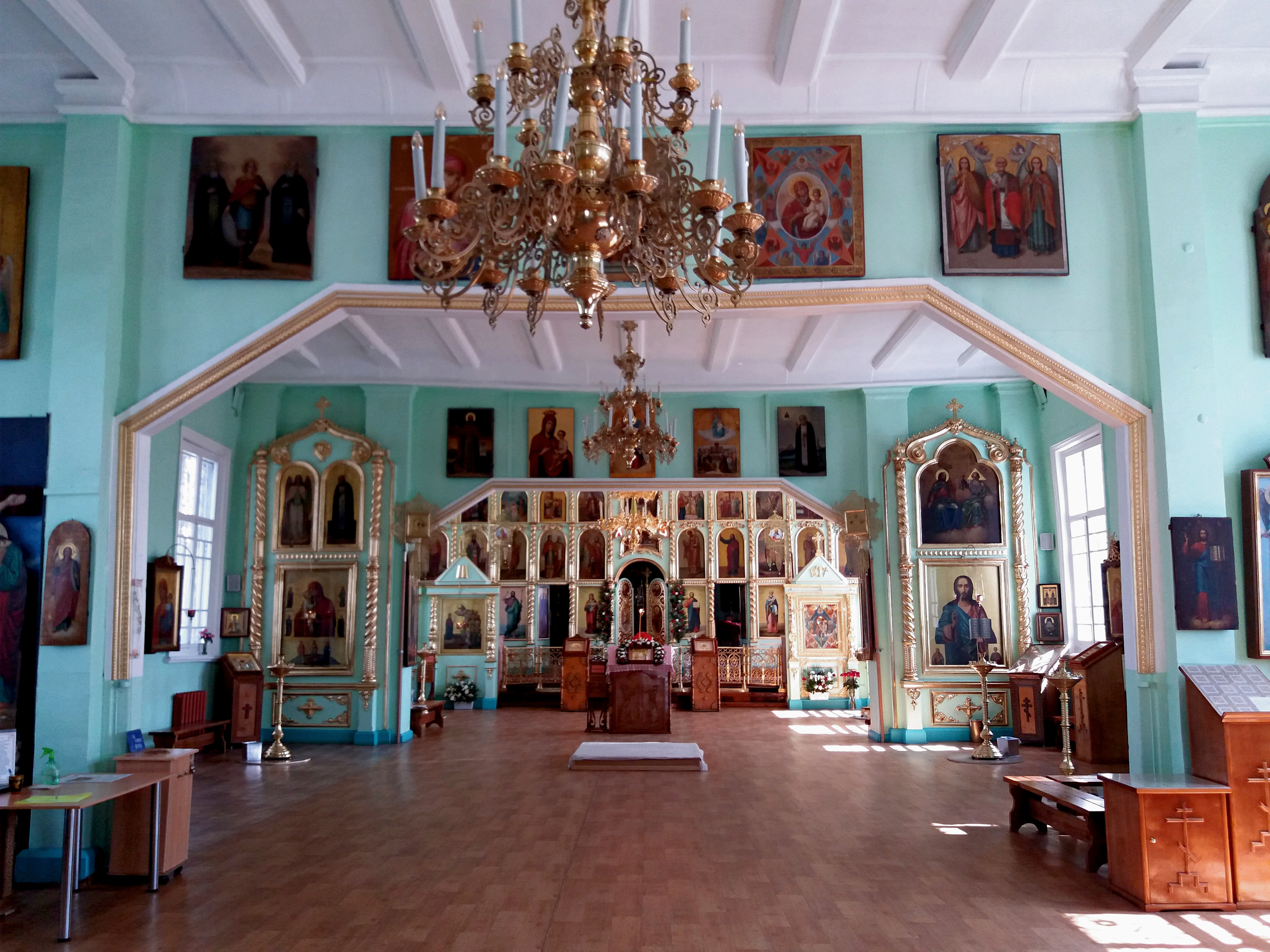
Убранства церкви Неопалимой Купины.
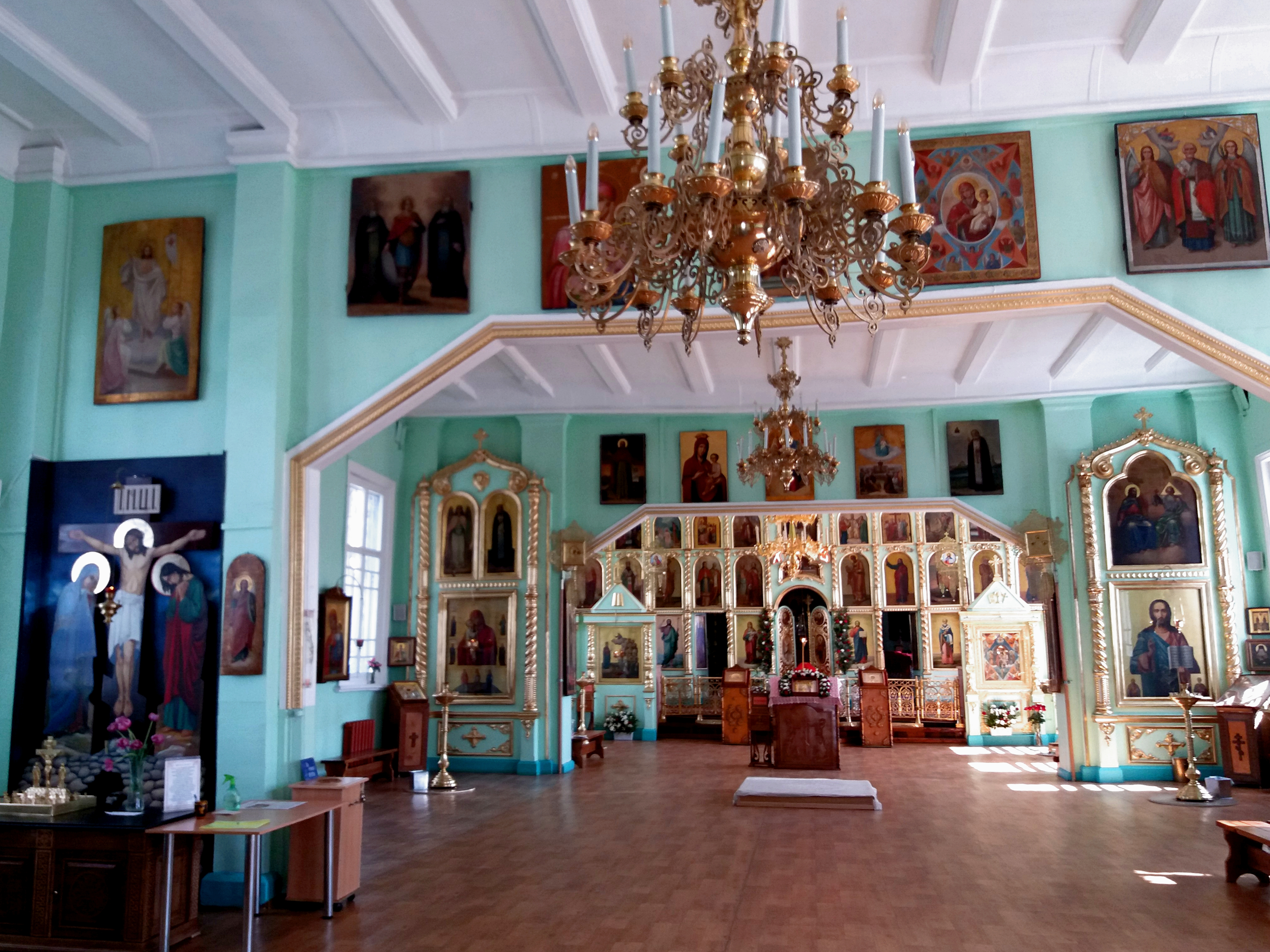
Убранства церкви Неопалимой Купины.
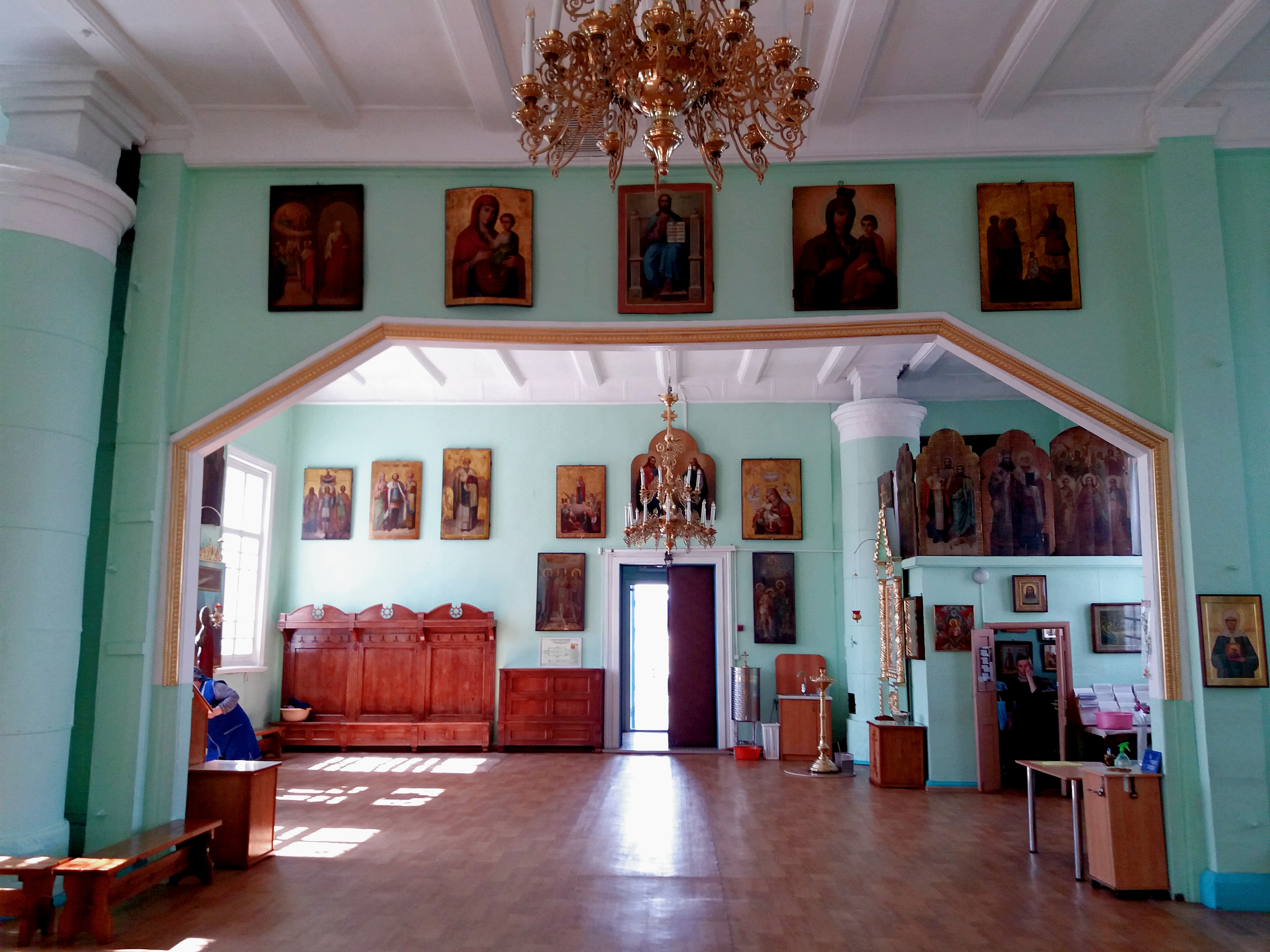
Убранства церкви Неопалимой Купины.
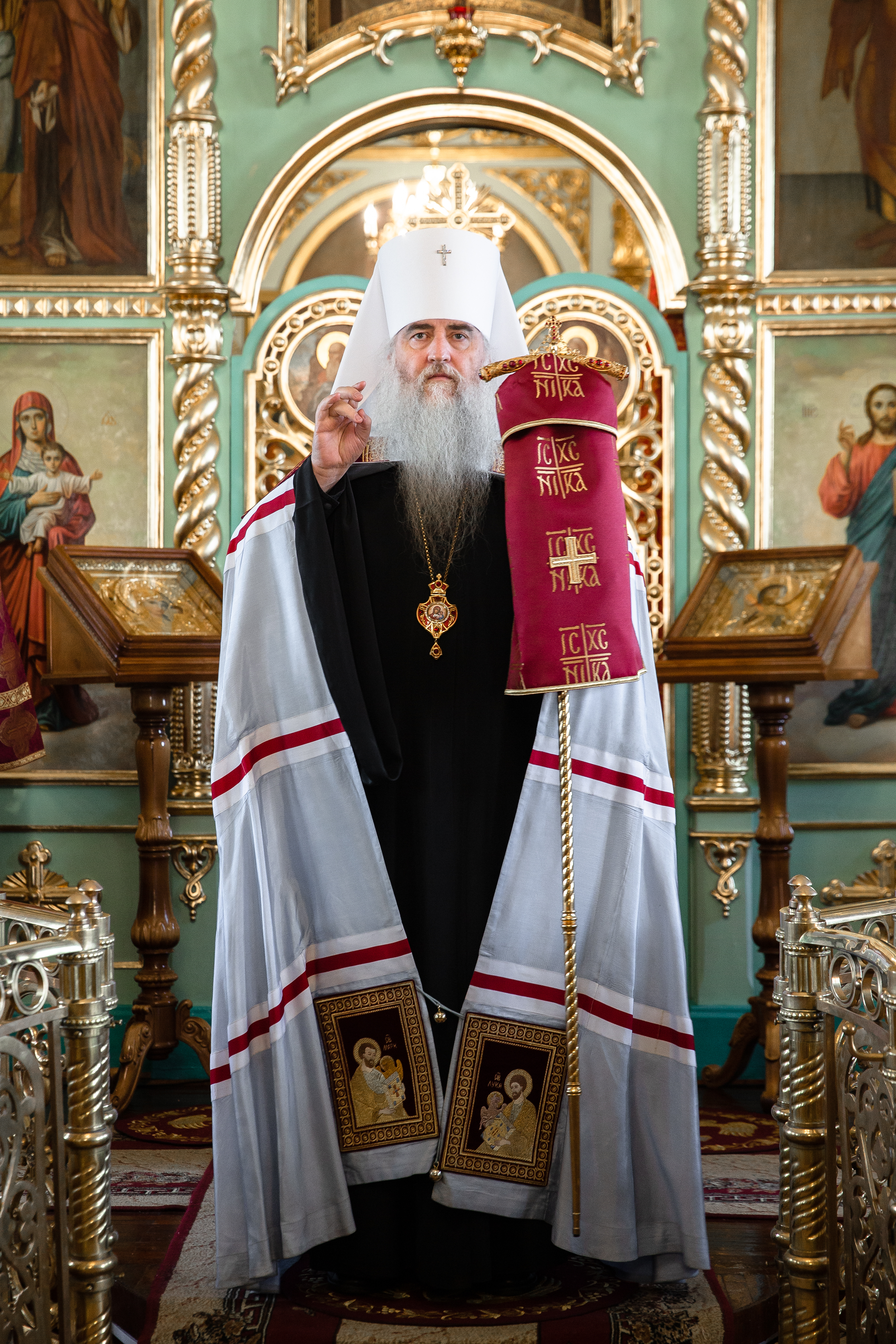
Митрополит Лонгин на службе в Неопалимовском храме (2021).
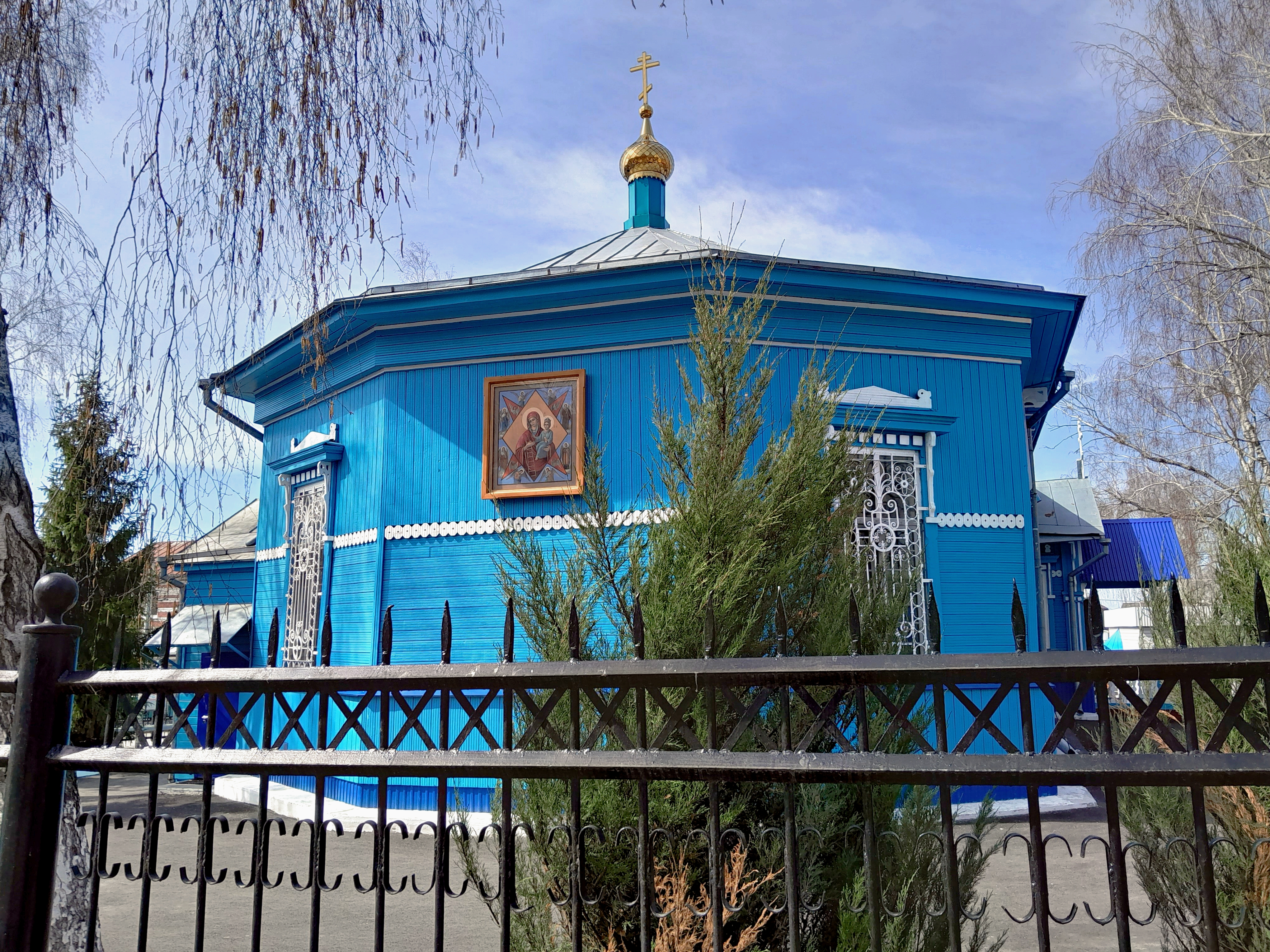
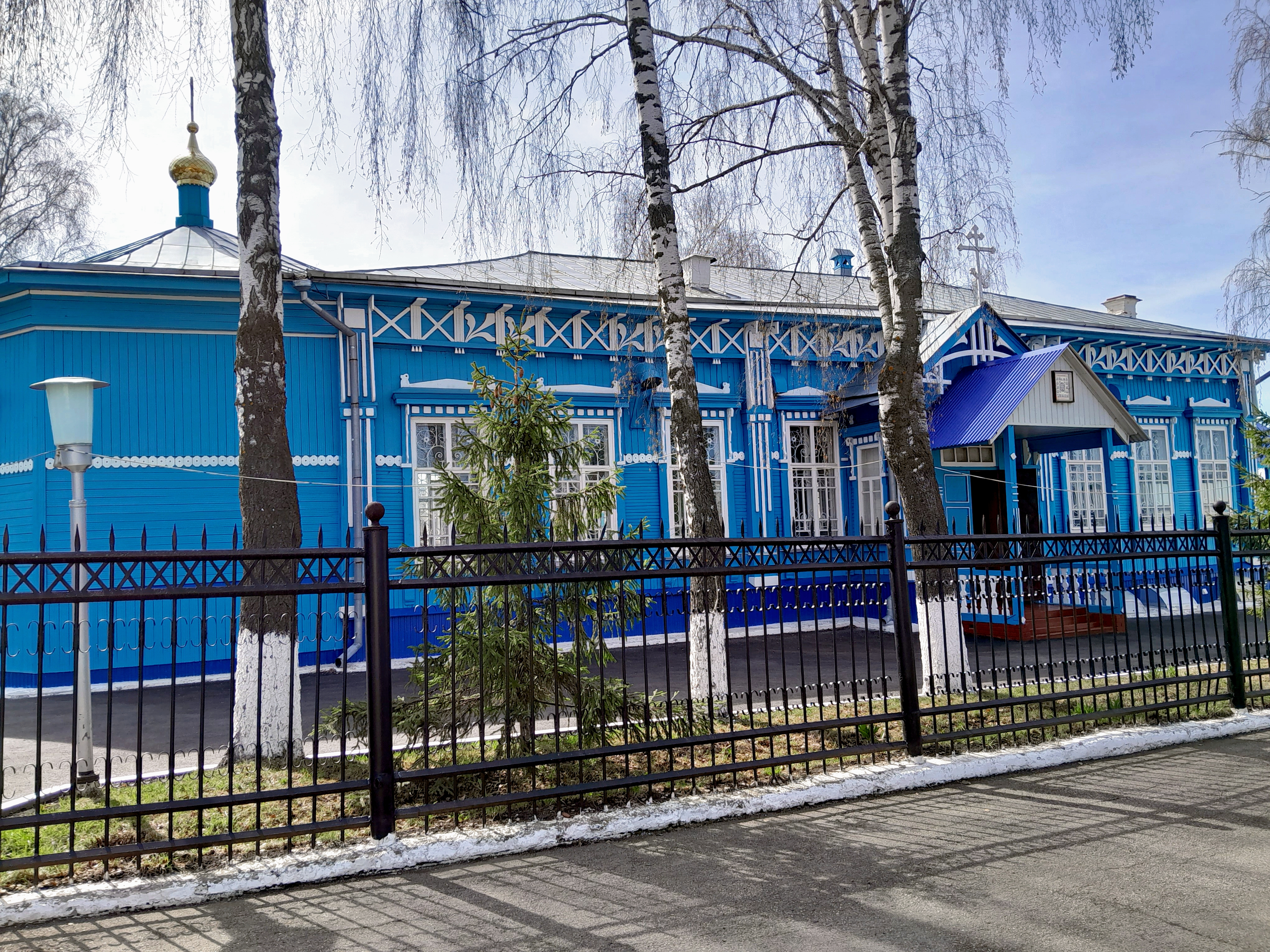
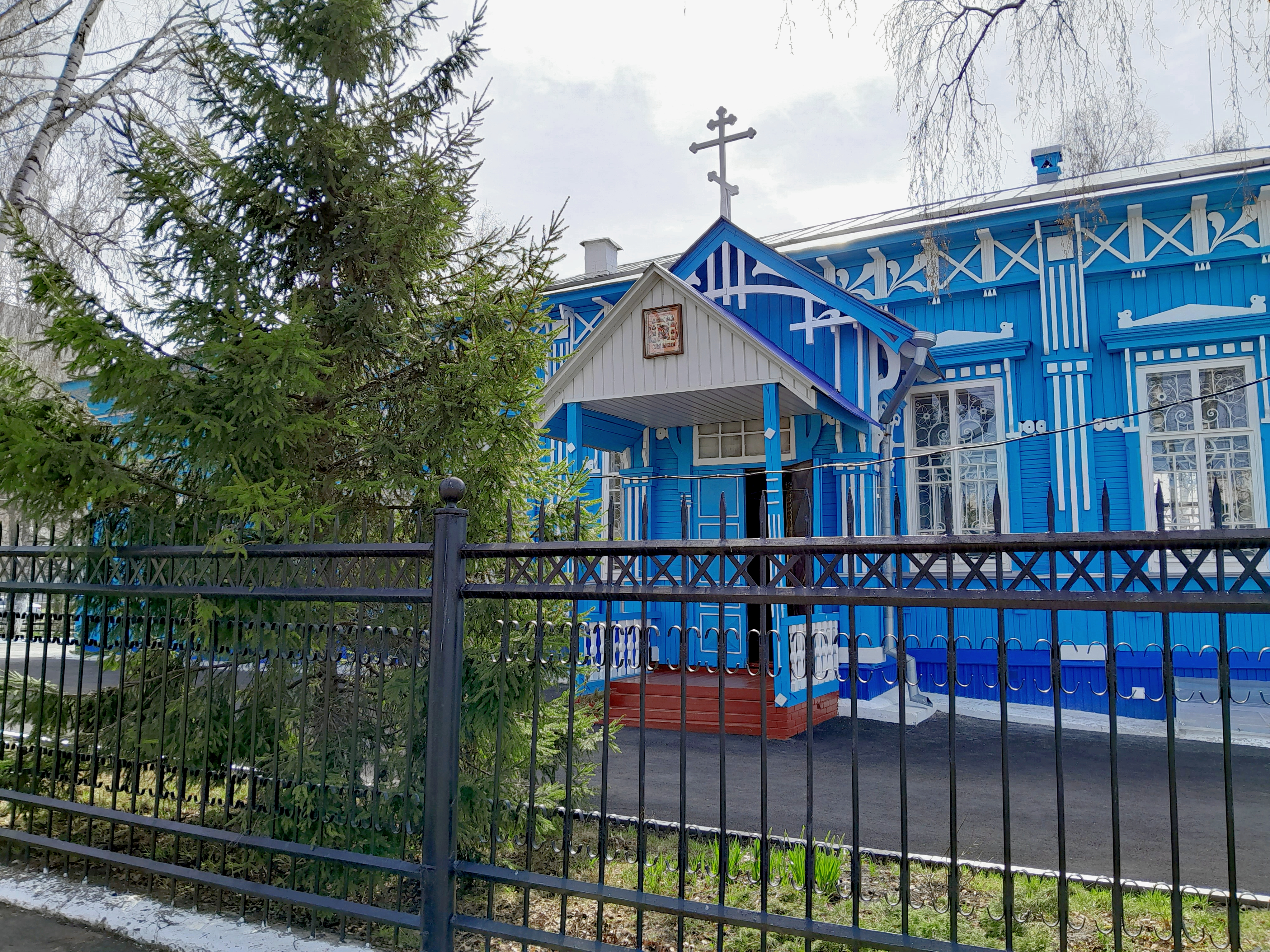